# Theodor Hilsdorf

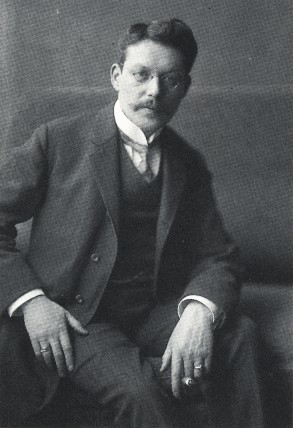
Theodor Hilsdorf 1908, Fotografie von Jacob Hilsdorf.

Theodor Hilsdorf (* 18. Juni 1868 in Bingen; † 1944) war ein deutscher Fotograf. Vom bayrischen Prinzregenten Luitpold wurde ihm 1905 der Titel „Königlich-Bayerischer Hofphotograph“ verliehen.

## Biografie
Theodor Hilsdorf wurde als Sohn des Fotografen Johann Baptist Hilsdorf in Bingen am Rhein geboren. Er wurde ebenso wie sein Bruder  Jacob von seinem Vater als Fotograf ausgebildet und erhielt Zeichenunterricht bei dem Mainzer Künstler Schmittmer. Nach seiner Ausbildung lernte Theodor Hilsdorf den Fotografen Friedrich Müller kennen. Im Jahr 1891 trat er in dessen Atelier in der Amalienstraße in München ein und verlobte sich zwei Jahre später mit Müllers Tochter Emilie, die er nach einem einjährigen USA-Aufenthalt 1894 heiratete. Sie hatten mehrere Kinder, darunter Johanna Hilsdorf (1900–1997) und Carola Hilsdorf (1903–1983), die für die Deutsche Werkstätten arbeiteten. Er wurde der Geschäftspartner Friedrich Müllers und spezialisierte sich auf großformatige Sepia-Porträts, mit denen er auch auf internationalen Ausstellungen vertreten war.
Nach dem Tod des Schwiegervaters 1903 übernahm Theodor Hilsdorf dessen Atelier in München, das bis zu seinem Tod 1944 unter dem Namen Friedrich Müller-Hilsdorf existierte. Im Jahr 1905 wurde er vom Prinzregenten Luitpold zum Königlich-Bayerischen Hofphotographen ernannt. Zum Kriegsende 1945 wurden die Ateliers zerstört und ein Großteil der 100.000 Negative des Fotografen vernichtet. Heute sind neben entwickelten Fotografien weniger als 2000 Fotoplatten Theodor Hilsdorfs erhalten, die sich im Besitz der Sammlung Fotografie des Münchner Stadtmuseums befinden.
Theodor Hilsdorf gehörte wie sein Vater und sein Bruder Jacob der Binger Freimaurerloge Zum Tempel der Freundschaft an.

## Werk
Theodor Hilsdorf schuf hauptsächlich Porträts. Neben Künstlern der Münchner Akademie und des Konservatoriums finden sich auch Bildnisse der Königsfamilie, von Theaterschauspielern und Opernsängern. Theodor Hilsdorfs Porträts von Mitgliedern des George-Kreises, von Richard Strauss und Ferdinand Graf von Zeppelin zählten bis in die 1930er Jahre zum Standardrepertoire der Verlage, sodass in vielen Fällen nicht einmal der Fotografenname abgedruckt werden musste. Theodor Hilsdorf geriet wie sein Bruder Jacob Hilsdorf in Vergessenheit. 1978 wurde mit einer Ausstellung des Kunstkreises Bingen im Binger Kulturzentrum der Bruder Jacob Hilsdorf als Fotograf wiederentdeckt, 1983 folgte eine erste Ausstellung zu Theodor Hilsdorf.